# 第21回全国中等学校ラグビーフットボール大会
第21回全国中等学校ラグビーフットボール大会（だい21かいぜんこくちゅうとうがっこうラグビーフットボールたいかい）は、1939年（昭和14年）1月に兵庫県西宮市の甲子園南運動場で開催された、旧制中学校・実業学校を対象としたラグビー競技大会である。

## 概要
秋田工業学校が2回戦、準決勝でどちらも3-3のスコアになり、いずれも抽選で勝ち進んだ。

## 参加チーム
太字はシード校。
- 北海道庁立函館中学校（北海道）（初出場）
- 秋田県立秋田工業学校（秋田県・実業学校）（10年連続10回目）
- 保善商業学校（東京都）（2年連続2回目）
- 同志社中学校（京都府）（2年連続15回目）
- 大阪府立北野中学校（大阪府）（13年ぶり2回目）
- 兵庫県立第一神戸中学校（兵庫県）（2年ぶり7回目）
- 崇徳中学校（広島県）（5年連続5回目）
- 愛媛県立松山中学校（愛媛県）（初出場）
- 福岡県立福岡中学校（福岡県）（9年連続11回目）
- 台北州立台北工業学校[1]（外地・実業学校）（初出場）
- 京城公立中学校[2]（外地）（10年ぶり2回目）
- 撫順中学校[3]（外地）（3年連続3回目）

## 試合結果

### 1回戦
- 秋田工 49-0松山中
- 京城中 8-3同志社中
- 神戸一中 5-3保善中
- 福岡中 3-0台北工

### 2回戦
- 秋田工 3-3京城中（抽選で秋田工が勝ち抜け）
- 神戸一中 27-6福岡中
- 撫順中 28-3崇徳中
- 函館中 17-14北野中

### 準決勝
- 秋田工 3-3神戸一中（抽選で秋田工が勝ち抜け）
- 撫順中 26-3函館中

### 決勝
撫順中が初優勝を果たした。
- 撫順中 14-11秋田工